# Хиршхорн (Пфальц)
Хиршхорн (нем. Hirschhorn/Pfalz) — община в Германии, в земле Рейнланд-Пфальц.
Входит в состав района Кайзерслаутерн. Подчиняется управлению Оттербах. Население составляет 782 человека (на 31 декабря 2010 года). Занимает площадь 3,32 км².